# Лі Бьонхон
Лі Бьонхон (кор. 이병헌; нар. 12 липня 1970) — південнокорейський актор, співак та модель. Він отримав визнання та критику за свою роботу в широкому діапазоні жанрів, особливо у фільмах «Об'єднана зона безпеки» (2000); «Гірко-солодке життя» (2005); «Хороший, Поганий, Дивний» (2008); телесеріалі «Айріс» (2009); «Я бачив Диявола» (2010), «Маскарад» (2012) і «Немає іншого вибору» (2025).
За межами Південної Кореї він відомий ролями Сторм Шедоу у фільмі «Атака Кобри» (2009) і його продовженні «Атака Кобри 2» (2013), Хан Чо Бе у «РЕД 2» (2013), Т-1000 у «Термінатор: Генезис» (2015), Біллі Рокса у «Чудовій сімці» (2016) та Фронтмена у серіалі «Гра в кальмара» (2021—2025).
Лі став першим південнокорейським актором, якого обрали членом Академії кінематографічних мистецтв і наук. Лі та Ан Сун Кі також були першими південнокорейськими акторами, чиї відбитки рук і ніг є на майданчику Китайського театру Граумана в Голлівуді, Лос-Анджелес.

## Біографія
Лі Бьонхон народився 12 липня 1970 року в столиці Республіки Корея місті Сеул. Має молодшу сестру Лі Ен Хі, яка перемогла на конкурсі «Місс Корея» 1996. Закінчив Ханьянський університет за спеціальністю французька література та Аспірантуру Чун-Ангського університету за спеціальністю театр і кінематографія. Паралельно практикував тхеквондо. 
Свою акторську кар'єру він розпочав у 1991 році зі зйомок у телесеріалі «Асфальт рідного міста», у наступні декілька років він продовжував зніматися лише на телебаченні. Першою роллю в кіно для Бьонхона стала головна роль в романтичній комедії «Хто мене зводить з розуму», прем'єра якої відбулася восени 1995 року.
Підвищенню популярності актора сприяли головні ролі в фільмах «Гармонія у моїх спогадах» та «Об'єднана зона безпеки». У 2003 році він зіграв головну роль в популярному гостросюжетному романтичному серіалі «Ва-банк», серіал мав величезний успіх не тільки в Кореї, а й в сусідніх країнах зокрема в Японії.
Наступні шість років Лі багато знімався в кіно. Критикам особливо сподобалася гра актора в бойовиках «Солодке життя» та «Хороший, Поганий, Дивний» режисера Кім Чжі Уна. Першою роллю в Голівуді в кар'єрі Бьонхона стала роль ніндзя в фільмі «Джі Ай Джо: Атака Кобри».
Повернувшись на батьківщину Лі погодився на головну роль в гостросюжетному шпигунському серіалі «Айріс», отримавши за участь в зйомках один з найбільших в історії корейського телебачення гонорарів. У 2010 році Бьонхон зіграв головну роль в трилері «Я бачив Диявола».
У 2021—2025 роках грав головну негативну роль у серіалі «Гра в кальмара», Фронтмена. У 2025 році виконав головну роль у трилері Пак Чхан Ука «Немає іншого вибору».

### Особисте життя
Влітку 2012 року підтвердив, що зустрічається з акторкою Лі Мін Чон. Весілля відбулося у наступному році в одному з найрозкішніших готелів Сеула, на весілля було запрошено близько 900 гостей. У січні 2015 року стало відомо, що подружжя чекає первістка, 31 березня Мін Чон народила сина Лі Джунху. 4 серпня 2023 року дружина повідомила, що вагітна вдруге, і 21 грудня 2023 року у пари народилася донька.

### Шантаж з боку GLAM
Наприкінці серпня 2014 року співачка Да Хі з гурту Glam зі своєю подругою, вимагали у Лі Бьонхона 5 мільярдів корейських вон (близько 4,5 мільйонів доларів США), погрожуючи оприлюднити компрометуюче актора відео. Після заяви Бьонхона до поліції, обох шантажисток було затримано 1 вересня. Під час розслідування справи виявилося що злочин був заздалегідь спланованим, і обидві шантажистки ретельно до нього готувалися. У середині січня 2015 року сеульський суд засудив Да Хі до 1 року а її подругу до 14 місяців позбавлення волі, хоча прокурори вимагали по три роки ув'язнення кожній. У лютому того ж року Лі Бьонхон оголосив що вибачає їх, та просить суд замінити реальний строк умовним покаранням. У березні обох шантажисток звільнили з-під варти, замінивши вирок на 2 роки умовного покарання. Внаслідок скандалу гурт GLAM було розформовано.

## Фільмографія

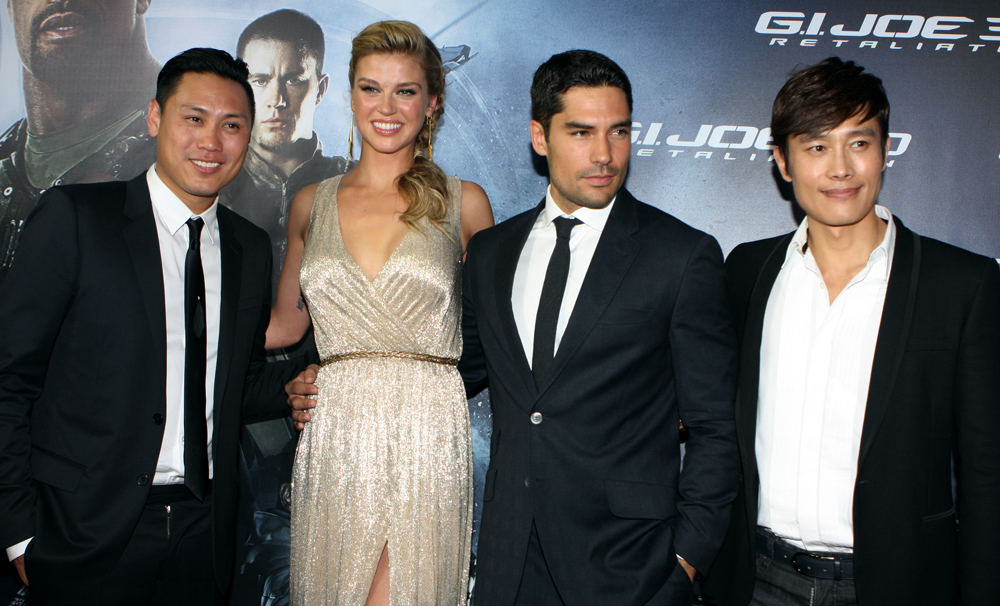
Лі Бьонхон (перший справа) на австралійській прем'єрі фільму «G.I. Joe: Атака Кобри 2»

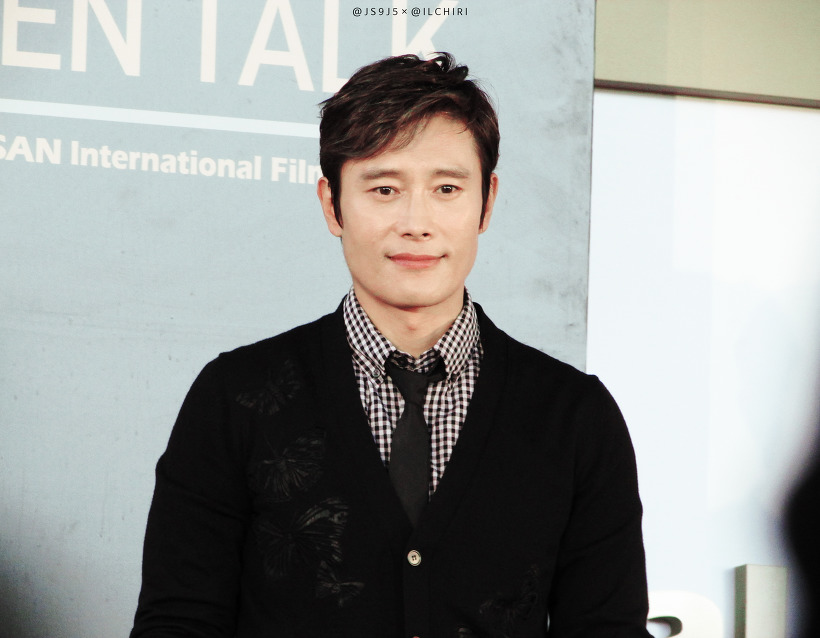
Лі Бьонхон на Пусанському міжнародному кінофестивалі (2016 рік)

### Телевізійні серіали
| Рік  | Назва                                       | Роль          | Мережа  |
| ---- | ------------------------------------------- | ------------- | ------- |
| 1991 | «Асфальт рідного міста»                     | Чін У         | KBS2    |
| 1991 | «Родина»                                    |               | KBS2    |
| 1991 | «Квітка, яка ніколи не зів'яне»             |               | KBS2    |
| 1992 | «Яскраво сонячні дні»                       | Чхве Хьон Ман | KBS2    |
| 1992 | «Світанок»                                  |               | KBS2    |
| 1992 | «Кохання завтрашнього дня»                  | Сін Бом Су    | KBS2    |
| 1993 | «Скорбота вцілілого»                        | Ї Ча Мьон     | KBS2    |
| 1993 | «Поліція»                                   | О Хе Сон      | KBS2    |
| 1994 | «Аромат кохання»                            | Кім Чун Хо    | SBS     |
| 1995 | «Асфальтова людина»                         | Кан Дон Чжун  | SBS     |
| 1995 | «Син вітру»                                 | Чхан Хон Пьо  | SBS     |
| 1997 | «Моя прекрасна леді»                        | Хван Чун Хо   | SBS     |
| 1997 | «Я згоден»                                  |               | SBS     |
| 1997 | «Весільне вбрання»                          |               | KBS2    |
| 1998 | «Білі ночі 3.98»                            | Мін Кьон Бін  | SBS     |
| 1999 | «Щасливі разом»                             | Со Те Пун     | SBS     |
| 1999 | «Соняшник»                                  | Те Сон        | SBS     |
| 1999 | «Саллі повернулася»                         |               | SBS     |
| 2001 | «Дорога»                                    | У Сік         | SBS     |
| 2001 | «Прекрасні дні»                             | Лі Мін Чхоль  | SBS     |
| 2003 | «Ва-банк»                                   | Кім Ін Ха     | SBS     |
| 2009 | «Айріс»                                     | Кім Хьон Джун | KBS2    |
| 2011 | «Діпломат Козаку Курода» (японський серіал) | Джон (камео)  | Fuji TV |
| 2018 | «Містер Саншайн»                            | Юджін Чхве    | tvN     |
| 2021 | «Гра в кальмара»                            | Фронтмен      | Netflix |
| 2022 | «Наш Блюз»                                  | Лі Дон Сок    | tvN     |
| 2024 | «Гра в кальмара» (2 сезон)                  | Фронтмен      | Netflix |
| 2025 | «Гра в кальмара» (3 сезон)                  | Фронтмен      | Netflix |

### Фільми
| Рік  | Назва                                            | Роль                           |
| ---- | ------------------------------------------------ | ------------------------------ |
| 1995 | «Хто мене зводить з розуму»                      | Лі Чон Гу                      |
| 1995 | «Втікач»                                         | Лі Дон Хо                      |
| 1996 | «Вбити кохання»                                  | закоханий                      |
| 1997 | «Елегія Землі»                                   | Пак Чон Ман                    |
| 1999 | «Гармонія у моїх спогадах»                       | Кан Су Ха                      |
| 2000 | «Об'єднана зона безпеки»                         | Лі Су Хьок                     |
| 2001 | «Самостійний банджі-джампінг»                    | Со Ін У                        |
| 2002 | «Моя чарівна дівчинка, Марі» (анімаційний фільм) | дорослий Нам У (голос)         |
| 2002 | «Прихильник»                                     | Те Чжун                        |
| 2004 | «У кожного є таємниці»                           | Чхве Су Хьон                   |
| 2004 | «Три… крайності» (сегмент «Різанина»)            | Рю Чі Хо                       |
| 2005 | «Солодке життя»                                  | Кім Сан У                      |
| 2006 | «Одного разу влітку»                             | Юн Сок Йон                     |
| 2007 | «Герой»                                          | Кан Мін У (камео)              |
| 2008 | «Хороший, Поганий, Дивний»                       | Пак Чхан Ї / Поганий           |
| 2009 | «Я приходжу з дощем»                             | Су Дон По                      |
| 2009 | «Джі Ай Джо: Атака Кобри»                        | Томас Арашикейдж / Тінь Бурі   |
| 2010 | «Вплив»                                          | W                              |
| 2010 | «Айріс. Кіно»                                    | Кім Хьон Джун                  |
| 2010 | «Я бачив Диявола»                                | Кім Су Хьон                    |
| 2012 | «Маскарад»                                       | король Кван Хє / жебрак Ха Сон |
| 2013 | «G.I. Joe: Атака Кобри 2»                        | Томас Арашикейдж / Тінь Бурі   |
| 2013 | «РЕД 2»                                          | Хан Чо Бе                      |
| 2015 | «Термінатор: Генезис»                            | коп / T-1000                   |
| 2015 | «Спогади меча»                                   | Док Гі / Сон Ю Пек             |
| 2015 | «Інсайдер»                                       | Ан Сан Гу                      |
| 2016 | «Гірше ніж брехня»                               | бухгалтер                      |
| 2016 | «Секретний агент»                                | Чон Чхе Сан (камео)            |
| 2016 | «Чудова сімка»                                   | Біллі Рокс                     |
| 2016 | «Майстер»                                        | президент Чін                  |
| 2017 | «Самотній вершник»                               | Кан Че Хун                     |
| 2017 | «Фортеця»                                        | Чхве Мьон Гіль                 |
| 2018 | «Ключі до серця»                                 | Чо Ха                          |
| 2019 | «Виверження»                                     | Лі Чун Пьон                    |
| 2020 | «Людина, що стоїть поруч»                        | Кім Че Гю                      |
| 2022 | «Надзвичайна декларація»                         | Пак Че Хьок                    |
| 2023 | «Матч»                                           | Чо Хун Хьон                    |
| 2023 | «Бетонна утопія»                                 | Йон Тек                        |
| 2025 | «Немає іншого вибору»                            | Ман Су                         |

## Нагороди
| Рік  | Нагорода                                                     | Категорія                                               | Робота                                                  | Результат | Прим.                |
| ---- | ------------------------------------------------------------ | ------------------------------------------------------- | ------------------------------------------------------- | --------- | -------------------- |
| 1992 | 6-та Премія KBS драма                                        | Кращий новий актор                                      | «Яскраво сонячні дні»                                   | Перемога  |                      |
| 1993 | 7-ма Премія KBS драма                                        | Нагорода за майстерність (актор)                        | «Кохання завтрашнього дня»                              | Перемога  |                      |
| 1995 | 6-та Премія мистецького кіно Чунса                           | Кращий новий актор                                      | «Хто мене зводить з розуму»                             | Перемога  |                      |
| 1995 | 4-та Премія корейської культури та розваг                    | Кращий актор телебачення                                | «Син вітру»                                             | Перемога  |                      |
| 1995 | 9-та Премія KBS драма                                        | Нагорода за майстерність (актор)                        | «Син вітру»                                             | Перемога  |                      |
| 1995 | 9-та Премія KBS драма                                        | Нагорода за високу майстерність (актор)                 | «Син вітру»                                             | Номінація |                      |
| 1996 | 32-га Премія мистецтв Пексан                                 | Кращий актор телебачення                                | «Син вітру»                                             | Перемога  |                      |
| 1996 | 19-та Премія Золотий кінематограф                            | Кращий новий актор                                      | «Втікач»                                                | Перемога  |                      |
| 1996 | 34-та Кінопремія Великий дзвін                               | Кращий новий актор                                      | «Втікач»                                                | Перемога  |                      |
| 2000 | 37-ма Кінопремія Великий дзвін                               | Кращий актор                                            | «Гармонія у моїх спогадах»                              | Номінація |                      |
| 2000 | 8-ма Премія SBS драма                                        | Велика зірка                                            | Н/Д                                                     | Перемога  |                      |
| 2000 | 1-ша Премія пусанських кінокритиків                          | Кращий актор                                            | «Об'єднана зона безпеки»                                | Перемога  |                      |
| 2000 | 21-ша Кінопремія Блакитний дракон                            | Кращий актор                                            | «Об'єднана зона безпеки»                                | Номінація |                      |
| 2001 | 24-та Премія Золотий кінематограф                            | Найпопулярніший актор                                   | «Об'єднана зона безпеки»                                | Перемога  |                      |
| 2001 | 38-ма Кінопремія Великий дзвін                               | Нагорода Netizen's                                      | «Об'єднана зона безпеки», «Самостійний банджі-джампінг» | Перемога  |                      |
| 2001 | 38-ма Кінопремія Великий дзвін                               | Кращий актор                                            | «Самостійний банджі-джампінг»                           | Номінація |                      |
| 2001 | 22-га Кінопремія Блакитний дракон                            | Кращий актор                                            | «Самостійний банджі-джампінг»                           | Номінація |                      |
| 2001 | 22-га Кінопремія Блакитний дракон                            | Популярна зірка                                         | «Самостійний банджі-джампінг»                           | Перемога  |                      |
| 2001 | 9-та Премія SBS драма                                        | Нагорода за високу майстерність (актор)                 | «Прекрасні дні»                                         | Номінація |                      |
| 2001 | 9-та Премія SBS драма                                        | Топ-10 зірок                                            | «Прекрасні дні»                                         | Перемога  |                      |
| 2001 | 9-та Премія SBS драма                                        | Нагорода за майстерність (актор спеціальної драми)      | «Прекрасні дні»                                         | Номінація |                      |
| 2001 | 9-та Премія SBS драма                                        | Нагорода Ай-зірка                                       | «Прекрасні дні»                                         | Перемога  |                      |
| 2001 | 2-й Фестиваль корейських візуальних мистецтв                 | Нагорода за фотогенічність на ТБ                        | «Прекрасні дні»                                         | Перемога  |                      |
| 2002 | 38-ма Премія мистецтв Пексан                                 | Кращий актор телебачення                                | «Прекрасні дні»                                         | Номінація |                      |
| 2002 | 23-тя Кінопремія Блакитний дракон                            | Кращий актор                                            | «Прихильник»                                            | Номінація |                      |
| 2003 | 11-та Премія SBS драма                                       | Головний приз (Daesang)                                 | «Ва-банк»                                               | Перемога  |                      |
| 2003 | 11-та Премія SBS драма                                       | Нагорода за високу майстерність (актор)                 | «Ва-банк»                                               | Номінація |                      |
| 2003 | 11-та Премія SBS драма                                       | Топ-10 зірок                                            | «Ва-банк»                                               | Перемога  |                      |
| 2003 | 39-а Премія мистецтв Пексан                                  | Кращий актор телебачення                                | «Ва-банк»                                               | Перемога  |                      |
| 2003 | 30-та Премія корейської асоціації телерадіомовників          | Кращий актор                                            | «Ва-банк»                                               | Перемога  |                      |
| 2005 | 25-та Премія корейської асоціації кінокритиків               | Кращий актор                                            | «Солодке життя»                                         | Перемога  |                      |
| 2005 | 13-та Премія мистецького кіно Чунса                          | Кращий актор                                            | «Солодке життя»                                         | Перемога  |                      |
| 2005 | 42-га Кінопремія Великий дзвін                               | Кращий актор                                            | «Солодке життя»                                         | Номінація |                      |
| 2005 | 26-та Кінопремія Блакитний дракон                            | Кращий актор                                            | «Солодке життя»                                         | Номінація |                      |
| 2006 | 42-га Премія мистецтв Пексан                                 | Кращій кіноактор                                        | «Солодке життя»                                         | Перемога  |                      |
| 2006 | 14-та Премія мистецького кіно Чунса                          | Корейська культура                                      | Н/Д                                                     | Перемога  |                      |
| 2007 | 15-та Премія мистецького кіно Чунса                          | Кращий актор                                            | «Одного разу влітку»                                    | Номінація |                      |
| 2008 | 29-та Кінопремія Блакитний дракон                            | Кращий актор                                            | «Хороший, Поганий, Дивний»                              | Номінація |                      |
| 2009 | 3-тя Азійська кінопремія                                     | Кращий актор другого плану                              | «Хороший, Поганий, Дивний»                              | Номінація |                      |
| 2009 | 30-та Кінопремія Блакитний дракон                            | Популярна зірка                                         | «Джі Ай Джо: Атака Кобри»                               | Перемога  |                      |
| 2009 | 23-тя Премія KBS драма                                       | Головний приз (Daesang)                                 | «Айріс»                                                 | Перемога  | [ 18 ]               |
| 2009 | 23-тя Премія KBS драма                                       | Нагорода за високу майстерність (актор)                 | «Айріс»                                                 | Номінація | [ 18 ]               |
| 2009 | 23-тя Премія KBS драма                                       | Нагорода за майстерність (актор середньотривалої драми) | «Айріс»                                                 | Номінація | [ 18 ]               |
| 2009 | 23-тя Премія KBS драма                                       | Нагорода Netizen                                        | «Айріс»                                                 | Перемога  | [ 18 ]               |
| 2009 | 23-тя Премія KBS драма                                       | Краща пара (разом з Кім Те Хі)                          | «Айріс»                                                 | Перемога  | [ 18 ]               |
| 2009 | National Assembly by the Mass Culture & Media Research Group | Особлива подяка                                         | «Айріс»                                                 | Перемога  | [ 19 ]               |
| 2010 | 21-ша Премія Japan Jewelry Wearer                            | Спеціальна премія                                       | Н/Д                                                     | Перемога  | [ 20 ]               |
| 2010 | 1-ша Сеульська премія культури та мистецтв                   | Кращий актор телебачення                                | «Айріс»                                                 | Перемога  | [ 21 ]               |
| 2010 | 46-та Премія мистецтв Пексан                                 | Кращий актор телебачення                                | «Айріс»                                                 | Перемога  | [ 22 ]               |
| 2010 | 5-та Сеульська міжнародна премія драми                       | Видатний корейський актор                               | «Айріс»                                                 | Перемога  | [ 23 ]               |
| 2010 | Премія Токійська драма                                       | Кращий актор Азії                                       | «Айріс»                                                 | Перемога  | [ 24 ] [ 25 ]        |
| 2010 | 3-тя Премія корейської драми                                 | Кращий актор                                            | «Айріс»                                                 | Номінація |                      |
| 2010 | Азійський модельний фестиваль                                | Азійська зірка                                          | Н/Д                                                     | Перемога  | [ 26 ]               |
| 2010 | Премія Green Planet Movie                                    | 10 кращих міжнародних актрів декади                     | Н/Д                                                     | Перемога  | [ 27 ]               |
| 2010 | China Music Awards and Asian Influential Awards              | Best Asian Influential International Actor              | Н/Д                                                     | Перемога  | [ 28 ]               |
| 2010 | Asia-Pacific Producers' Network Awards                       | APN Award                                               | Н/Д                                                     | Перемога  | [ 29 ]               |
| 2010 | 3-тя Премія Ікона стилю                                      | Ікона стилю року                                        | Н/Д                                                     | Перемога  |                      |
| 2010 | 31-ша Кінопремія Блакитний дракон                            | Кращий актор                                            | «Я бачив Диявола»                                       | Номінація |                      |
| 2010 | 47-ма Кінопремія Великий дзвін                               | Кращий актор                                            | «Я бачив Диявола»                                       | Номінація |                      |
| 2010 | 19-та Кінопремія Буїль                                       | Кращий актор                                            | «Я бачив Диявола»                                       | Номінація |                      |
| 2011 | 47-га Премія мистецтв Пексан                                 | Кращий кіноактор                                        | «Я бачив Диявола»                                       | Номінація |                      |
| 2011 | 47-га Премія мистецтв Пексан                                 | Головний приз (Daesang)                                 | «Я бачив Диявола»                                       | Перемога  | [ 30 ]               |
| 2011 | Премія популярної корейської культури та мистецтв            | Президентська нагорода                                  | Н/Д                                                     | Перемога  | [ 31 ] [ 32 ]        |
| 2012 | 49-ма Кінопремія Великий дзвін                               | Кращий актор                                            | «Маскарад»                                              | Перемога  | [ 33 ] [ 34 ] [ 35 ] |
| 2012 | 49-ма Кінопремія Великий дзвін                               | Нагорода за популярність                                | «Маскарад»                                              | Перемога  | [ 33 ] [ 34 ] [ 35 ] |
| 2012 | 33-тя Кінопремія Блакитний дракон                            | Кращий актор                                            | «Маскарад»                                              | Номінація |                      |
| 2012 | 13-та Премія пусанських кінокритиків                         | Кращий актор                                            | «Маскарад»                                              | Перемога  |                      |
| 2012 | Премія CineAsia                                              | Зірка року                                              | Н/Д                                                     | Перемога  | [ 36 ]               |
| 2012 | A-Awards                                                     | Style Award                                             | Н/Д                                                     | Перемога  | [ 37 ]               |
| 2012 | Премія Корейської асоціації кінокритиків                     | Нагорода за досягнення                                  | Н/Д                                                     | Перемога  | [ 38 ]               |
| 2013 | 9-та Премія Худін                                            | Кращий іноземний актор                                  | Н/Д                                                     | Перемога  | [ 39 ]               |
| 2013 | 49-та Премія мистецтв Пексан                                 | Кращий кіноактор                                        | «Маскарад»                                              | Номінація |                      |
| 2013 | 22-га Кінопремія Буїль                                       | Кращий актор                                            | «Маскарад»                                              | Номінація |                      |
| 2013 | Пучхонський міжнародний фестиваль фантастичного кіно         | Вибір продюсерів                                        | «Маскарад»                                              | Перемога  | [ 40 ]               |
| 2013 | 7-а Премія азійсько-тихоокеанський екран                     | Кращий актор                                            | «Маскарад»                                              | Перемога  | [ 41 ] [ 42 ]        |
| 2013 | 34-та Кінопремія Блакитний дракон                            | Популярна зірка                                         | «G.I. Joe: Атака Кобри 2», «РЕД 2»                      | Перемога  | [ 43 ]               |
| 2015 | Премія Топ-зірка Республіки Корея                            | Топ-зірка                                               | «Інсайдер»                                              | Перемога  | [ 44 ]               |
| 2016 | 11-та Премія Max Movie                                       | Кращий актор                                            | «Інсайдер»                                              | Номінація |                      |
| 2016 | 10-та Азійська кінопремія                                    | Кращий актор                                            | «Інсайдер»                                              | Перемога  | [ 45 ]               |
| 2016 | 21-та Премія мистецького кіно Чунса                          | Кращий актор                                            | «Інсайдер»                                              | Номінація |                      |
| 2016 | 5-й Кінофестиваль Marie Claire                               | Pioneer Award                                           | «Інсайдер»                                              | Перемога  | [ 46 ]               |
| 2016 | 52-га Премія мистецтв Пексан                                 | Кращий кіноактор                                        | «Інсайдер»                                              | Перемога  | [ 47 ]               |
| 2016 | 15-й Нью-Йоркський фестиваль азійського кіно                 | Зірка Азії                                              | «Інсайдер»                                              | Перемога  | [ 48 ]               |
| 2016 | 16-та Режисерська премія                                     | Кращий актор                                            | «Інсайдер»                                              | Перемога  | [ 49 ]               |
| 2016 | 25-та Кінопремія Буїль                                       | Кращий актор                                            | «Інсайдер»                                              | Перемога  | [ 50 ]               |
| 2016 | 4-та Премія Азійська зірка Marie Claire                      | Актор року                                              | «Інсайдер»                                              | Перемога  |                      |
| 2016 | 36-та Премія Корейської асоціації кінокритиків               | Кращий актор                                            | «Інсайдер»                                              | Перемога  | [ 51 ]               |
| 2016 | 37-ма Кінопремія Блакитний дракон                            | Кращий актор                                            | «Інсайдер»                                              | Перемога  | [ 52 ]               |
| 2016 | 3-тя Премія Корейської асоціації кінопродюсерів              | Кращий актор                                            | «Інсайдер»                                              | Перемога  | [ 53 ]               |
| 2016 | 53-тя Кінопремія Великий дзвін                               | Кращий актор                                            | «Інсайдер»                                              | Перемога  | [ 54 ] [ 55 ]        |
| 2016 | 5-та Премія «Зірок МААТР»                                    | Глобальна зірка корейської хвилі                        | Н/Д                                                     | Перемога  | [ 56 ]               |
| 2017 | 53-тя Премія мистецтв Пексан                                 | Кращий кіноактор                                        | «Майстер»                                               | Номінація |                      |
| 2017 | 38-ма Кінопремія Блакитний дракон                            | Кращий актор                                            | «Фортеця»                                               | Номінація | [ 57 ]               |
| 2018 | 23-тя Премія мистецького кіно Чунса                          | Кращий актор                                            | «Фортеця»                                               | Номінація | [ 58 ]               |
| 2018 | 55-та Кінопремія Великий дзвін                               | Кращий актор                                            | «Фортеця»                                               | Номінація | [ 59 ]               |
| 2018 | 11-та Премія корейської драми                                | Головний приз (Daesang)                                 | «Містер Саншайн»                                        | Номінація | [ 60 ]               |
| 2018 | 6-та Премія «Зірок МААТР»                                    | Головний приз (Daesang)                                 | «Містер Саншайн»                                        | Перемога  | [ 61 ]               |
| 2018 | 6-та Премія «Зірок МААТР»                                    | К-зірка                                                 | «Містер Саншайн»                                        | Номінація | [ 62 ]               |
| 2018 | 2-га Сеульська премія                                        | Кращий кіноактор                                        | «Фортеця», «Ключі до серця»                             | Номінація | [ 63 ]               |
| 2018 | 2-га Сеульська премія                                        | Кращий драматичний актор                                | «Містер Саншайн»                                        | Перемога  | [ 64 ]               |
| 2018 | 3-тя Премія азійський артист                                 | Головний приз (Daesang)                                 | «Містер Саншайн»                                        | Перемога  | [ 65 ]               |
| 2018 | 3-тя Премія азійський артист                                 | Артист року                                             | Н/Д                                                     | Перемога  | [ 65 ]               |
| 2018 | 3-тя Премія азійський артист                                 | Korea Tourism Appreciation Award                        | Н/Д                                                     | Перемога  | [ 65 ]               |
| 2018 | 3-тя Премія азійський артист                                 | Fabulous Award                                          | Н/Д                                                     | Перемога  | [ 65 ]               |
| 2018 | 38-й Кінофестиваль Golden Cinema                             | Головний приз                                           | «Ключі до серця»                                        | Перемога  | [ 66 ]               |
| 2019 | 55-та Премія мистецтв Пексан                                 | Кращий актор телебачення                                | «Містер Саншайн»                                        | Перемога  | [ 67 ]               |
| 2020 | 56-та Кінопремія Великий дзвін                               | Кращий актор                                            | «Виверження»                                            | Перемога  | [ 68 ]               |
| 2020 | 25-та Премія мистецького кіно Чунса                          | Кращий актор                                            | «Людина, що стоїть поруч»                               | Перемога  | [ 69 ]               |
| 2020 | 56-та Премія мистецтв Пексан                                 | Кращий актор кіно                                       | «Людина, що стоїть поруч»                               | Перемога  | [ 70 ]               |
| 2020 | 29-та Кінопремія Буїль                                       | Кращий актор                                            | «Людина, що стоїть поруч»                               | Перемога  | [ 71 ]               |
| 2020 | 14-та Премія азійського кіно                                 | Кращий актор                                            | «Людина, що стоїть поруч»                               | Перемога  | [ 72 ]               |
| 2020 | 10-та Премія Артист року SACF                                | Видатний артист в кіно                                  | «Людина, що стоїть поруч»                               | Перемога  | [ 73 ]               |
| 2020 | 40-а Премія корейської асоціації кінокритиків                | Кращий актор                                            | «Людина, що стоїть поруч»                               | Перемога  | [ 74 ]               |
| 2020 | 15-й Корейський фестиваль університетського кіно             | Кращий актор                                            | «Людина, що стоїть поруч»                               | Перемога  | [ 75 ]               |
| 2021 | 41-ша Кінопремія Блакитний дракон                            | Кращий актор                                            | «Людина, що стоїть поруч»                               | Номінація | [ 76 ]               |
| 2021 | 15-та Азійська кінопремія                                    | Нагорода за майстерність                                | Н/Д                                                     | Перемога  | [ 77 ]               |
| 2021 | Asia Society Game Changer                                    | Entertainment Game Changer Award                        | Н/Д                                                     | Перемога  | [ 78 ]               |
| 2022 | 20-та Режисерська премія                                     | Кращий кіноактор                                        | «Людина, що стоїть поруч»                               | Перемога  | [ 79 ]               |
| 2022 | 58-ма Кінопремія Великий дзвін                               | Кращий актор                                            | «Надзвичайна декларація»                                | Номінація | [ 80 ]               |
| 2022 | 43-тя Кінопремія Блакитний дракон                            | Кращий актор                                            | «Надзвичайна декларація»                                | Номінація | [ 81 ]               |
| 2022 | A-Awards                                                     | A-Awards — Impression                                   | «Наш Блюз»                                              | Перемога  | [ 82 ]               |